# Gonomyia haploa
Gonomyia haploa är en tvåvingeart som beskrevs av Alexander 1926. Gonomyia haploa ingår i släktet Gonomyia och familjen småharkrankar. Inga underarter finns listade i Catalogue of Life.